# Бербер, Мерсад
Мерсад Бербер (босн. Mersad Berber; 1 января 1940[…], Босански-Петровац, Унско-Санский кантон — 7 октября 2012, Загреб) — боснийский художник.

## Ранние годы
Бербер родился в Босански-Петроваце, Королевство Югославия. Он обучался в Академии изящных искусств в Любляне, где получил степень бакалавра и магистра. В 1978 году Бербер получил должность преподавателя в Академии изящных искусств (Сараево) в Сараево.

## Творчество
Сегодня Бербер — один из самых известных художников-графиков в мире. В 1984 году он был включен в коллекцию галереи Тейт.
На протяжении всей своей карьеры он создавал циклы картин, в которых рассказывается о событиях, данях уважения и посвящениях. Каждый цикл имеет свои корни в истории Боснии и Герцеговины от средневековья до двадцатого века. Его работы характеризуются смешением древних мотивов с более современными комментариями, пленяющими своей загадочной таинственностью и интенсивностью. Его поверхности столь же сложны, как и его предметы, сочетая в себе техники из разных времен и мест, сохраняя при этом эстетику и очарование, которые привлекали коллекционеров на протяжении последних 40 лет.
Бербер занимался живописью, графикой, гобеленами, иллюстрировал и готовил библиографические издания, графические и поэтические карты. Его сценография и дизайн костюмов воплощались в жизнь в театрах Любляны, Загреба, Сараево и Вашингтона. В 1985 году Бербер закончил свой собственный мультфильм «Tempo Secondo».
С 1992 года до своей смерти в октябре 2012 года Бербер проживал и работал как в Загребе, так и в Дубровнике.